# WCW Slamboree
Slamboree fue un evento pago por visión anual de lucha libre profesional producido por la World Championship Wrestling (WCW) durante el mes de mayo de 1993 hasta 2000.

## Resultados

### 1993
Slamboree 1993 tuvo lugar el 23 de mayo de 1993 desde el The Omni en Atlanta, Georgia. La frase para este evento fue "One Moment. One Ring. One Mega-Event". 
- 2 Cold Scorpio y Marcus Bagwell derrotaron a Bobby Eaton y Chris Benoit (09:22)
  - Scorpio cubrió a Benoit.
- Sid Vicious derrotó a Van Hammer (00:35)
  - Vicious cubrió a Hammer después de un "Powerbomb".
- El equipo de Dick Murdoch, Don Muraco y Jimmy Snuka, y el equipo de Wahoo McDaniel, Blackjack Mulligan y Jim Brunzell terminaron sin resultado (09:06)
- Thunderbolt Patterson and Brad Armstrong derrotaron a Ivan Koloff y Baron Von Raschke (04:39)
  - Patterson cubrió a Von Raschke.
- Dory Funk, Jr. (con Gene Kiniski) y Nick Bockwinkel (con Verne Gagne) terminaron en empate por límite de tiempo (15:00)
- Rick Rude y Paul Orndorff derrotaron a Dustin Rhodes y Kensuke Sasaki (09:25)
  - Rude cubrió a Sasaki después de un "Rude Awakening".
- Sting derrotó a The Prisoner (05:16)
  - Sting cubrió The Prisoner después de un "Flying Clothesline".
- The Hollywood Blonds (Brian Pillman y Steve Austin) derrotaron a Dos Hombres (Ricky Steamboat y Tom Zenk) reteniendo el Campeonato Mundial de la WCW y de la NWA en un Steel Cage match (16:08)
  - Austin cubrió a Steamboat después de un "DDT" de Pillman.
- Barry Windham derrotó a Arn Anderson reteniendo el Campeonato Mundial Pesos Pesado de la NWA (10:55)
  - Windham cubrió a Anderson después de golpearlo con el campeonato.
- Davey Boy Smith derrotó al Campeón Mundial de la WCW, Big Van Vader, por descalificación (16:16)
  - Vader fue descalificado por golpear a Smith con una silla.
  - Como resultado, Vader retuvo el título.

### 1994
Slamboree 1994 tuvo lugar el 22 de mayo de 1994 desde el Philadelphia Civic Center en Filadelfia, Pensilvania. La frase para este evento fue "A Legends' Reunion".
- Dark match: Pretty Wonderful (Paul Roma y Paul Orndorff) derrotaron a Brian Armstrong y Brad Armstrong
- Steve Austin derrotó a Johnny B. Badd reteniendo el Campeonato de los Estados Unidos de la WCW (16:12)
  - Austin cubrió a Badd después de que este fallase al aplicarle un "Back Suplex".
- Terry Funk y Tully Blanchard terminaron con doble descalificación (7:15)
- Larry Zbyszko derrotó a Lord Steven Regal (11:30)
  - Zbyszko cubrió a Regal después de revertir un "Butterfly Suplex".
- Dustin Rhodes derrotó a Bunkhouse Buck en un Bullrope match (12:47)
  - Rhodes cubrió a Buck después de golpearlo con el cernero de la cuerda.
- Ric Flair derrotó a Barry Windham reteniendo el Campeonato Mundial de la WCW (13:21)
  - Flair cubrió a Windham después de un "Diving crossbody".
- Cactus Jack y Kevin Sullivan derrotaron a The Nasty Boys (Brian Knobbs y Jerry Sags) (con Dave Schultz como árbitro especial) en un Broadstreet Bully match hanando el Campeonatos Mundiales en Parejas de la WCW (9:56)
  - Cactus cubrió a Sags después de golpearle con el palo de hockey de Schultz.
- Sting derrotó a Vader ganando el Campeonato Mundial Internacional Peso Pesado de la WCW (13:54)
  - Sting cubrió a Vader después de un "Flying Splash".

### 1995
Slamboree 1995 tuvo lugar el 21 de mayo de 1995 desde el Bayfront Arena en San Petersburgo, Florida.
- Main Event: The Blue Bloods (Lord Steven Regal y Earl Robert Eaton) derrotaron a Los Especialistas (Ricky Santana y Fidel Sierra) (1:22)
- Main Event: Steve Austin derrotó a Eddie Jackie (1:00)
  - Austin cubrió a Jackie.
- Main Event: Sgt. Craig Pittman derrotó a Mark Starr (2:02)
  - Pittman forzó a Starr a rendirse.
- Main Event: Meng derrotó a Brian Pillman (4:40)
  - Meng cubrió a Pillman.
- The Nasty Boys (Brian Knobbs y Jerry Sags) derrotaron a Harlem Heat (Booker T y Stevie Ray) ganando el Campeonato Mundial en Parejas de la WCW (10:52)
  - Sags cubrió a Booker después de un "Flying Elbow Drop".
- Kevin Sullivan derrotó a The Man With No Name (5:24)
  - Sullivan cubrió a The Man With No Name después de un "Double Foot Stomp".
- Wahoo McDaniel derrotó a Dick Murdoch (6:18)
  - McDaniel cubrió a Murdoch después de un "Overhead Chop".
- The Great Muta derrotó a Paul Orndorff reteniendo el Campeonato Mundial Peso Pesado de la IWGP (14:11)
  - Muta cubrió a Orndorff después de un "Moonsault".
- Arn Anderson derrotó a Alex Wright reteniendo el Campeonato Mundial de la Televisión de la WCW (11:36)
  - Anderson cubrió a Wright después de un "DDT".
- Meng y Road Warrior Hawk terminaron con sin resultado por cuenta fuera (4:41)
  - Meng y Hawk no reingresaron al ring antes del conteo de 10.
- Sting derrotó a Big Bubba Rogers en un Lights Out match (9:29)
  - Sting forzó a Rogers a rendirse con un "Scorpion Deathlock".
- Hulk Hogan y Randy Savage derrotaron a Ric Flair y Vader (18:57)
  - Hogan cubrió a Flair después de un "Legdrop".

### 1996
Slamboree 1996 tuvo lugar el 19 de mayo de 1996 desde el Riverside Centroplex en Baton Rouge, Luisiana.
- Dark match: The American Males (Marcus Bagwell y Scotty Riggs) derrotaron a Shark y Maxx Muscle (2:39)
  - Riggs cubrió a Shark.
- El equipo de Road Warrior Animal y Booker T y el equipo de Road Warrior Hawk y Lex Luger terminaron con sin resultado por cuenta fuera (6:54)
- The Public Enemy (Rocco Rock y Johnny Grunge) derrotaron a Chris Benoit y Kevin Sullivan (4:44)
  - Rock cubrió a Benoit.
- Rick Steiner y The Booty Man derrotaron a Sgt. Craig Pittman y Scott Steiner (8:21)
  - Rick cubrió a Pittman después de un "Belly-to-belly Suplex".
- VK Wallstreet y Jim Duggan derrotaron a The Blue Bloods (Lord Steven Regal y Squire David Taylor) (3:46)
  - Duggan cubrió a Taylor.
- Dick Slater y Earl Robert Eaton derrotaron a Disco Inferno y Alex Wright (2:56)
  - Slater cubrió a Disco después de golpearle con su bota.
- Diamond Dallas Page y The Barbarian derrotaron a Meng y Hugh Morrus (5:15)
  - Barbarian cubrió a Morrus después de un "Big Boot".
- Fire and Ice (Scott Norton y Ice Train) derrotaron a Big Bubba Rogers y Stevie Ray (3:32)
  - Norton cubrió a Rogers.
- Ric Flair y Randy Savage (con Woman y Miss Elizabeth) derrotaron a Arn Anderson y Eddie Guerrero (4:04)
  - Flair cubrió a Guerrero después de un "DDT" de Anderson.
- Dean Malenko derrotó a Brad Armstrong reteniendo el Campeonato Peso Crucero de la WCW (8:29)
  - Malenko cubrió a Armstrong después de un "Overhead Gutbuster" desde la tercera cuerda.
- Dick Slater y Earl Robert Eaton derrotaron a VK Wallstreet y Jim Duggan (4:08)
  - Eaton cubrió a Wallstreet con un "roll-up".
- The Public Enemy (Rocco Rock y Johnny Grunge) derrotaron a Ric Flair y Randy Savage (con Woman y Miss Elizabeth) (0:00)
  - El combate no empezó debido a un ataque de Savage sobre Flair cuando este realizaba su entrada.
- Diamond Dallas Page y The Barbarian derrotaron a Rick Steiner y The Booty Man (5:05)
  - Barbarian cubrió a Booty Man.
- Konnan derrotó a Jushin Liger reteniendo el Campeonato de los Estados Unidos de la WCW (9:30)
  - Konnan cubrió a Liger después de un "Splash Mountain powerbomb".
- Diamond Dallas Page ganó una Battle royal convirtiéndose en el retador N.º 1 del Campeonato Mundial Peso Pesado de la WCW
  - Los otros participantes fueron: The Barbarian, Earl Robert Eaton, Ice Train, Scott Norton, Rocco Rock, Johnny Grunge y Dick Slater (9:33)
- The Giant derrotó a Sting reteniendo el Campeonato Mundial Peso Pesado de la WCW (10:41)
  - Giant cubrió a Sting después de un "Chokeslam".

### 1997
Slamboree 1997 tuvo lugar el 18 de mayo de 1997 desde el Independence Arena en Charlotte, Carolina del Norte.
- Dark match: Yuji Nagata derrotó a Pat Tanaka (4:30)
  - Nagata cubrió a Tanaka.
- Dark match: The Public Enemy (Rocco Rock y Johnny Grunge) derrotaron a Harlem Heat (Booker T y Stevie Ray) (6:00)
  - Grunge cubrió a Booker.
- Steven Regal defeated Último Dragón (con Sonny Onoo) ganando el Campeonato Mundial de la Televisión de la WCW (16:04)
  - Regal forzó a Dragon a rendirse con un "Regal Stretch".
- Madusa derrotó a Luna Vachon (5:09)
  - Madusa cubrió a Vachon con un "Bridging German Suplex".
- Rey Misterio, Jr. derrotó a Yuji Yasuraoka (14:58)
  - Misterio cubrió a Yasuraoka con un "Hurricanrana".
- Glacier derrotó a Mortis (con James Vandenberg) por descalificación (1:51)
  - Mortis fue descalificado cuando Wrath atacó Glacier.
- Dean Malenko derrotó a Jeff Jarrett (con Debra) reteniendo el Campeonato de los Estados Unidos de la WCW (14:54)
  - Malenko forzó a Jarrett a rendirse con un "Texas Cloverleaf".
- Meng derrotó a Chris Benoit (con Woman) en un Death match (14:54)
  - Meng rindió a Benoit dejándolo inconsciente con un "Tongan Death Grip".
- The Steiner Brothers (Rick y Scott) derrotaron a Konnan y Hugh Morrus (con Jimmy Hart) (9:35)
  - Rick cubrió a Morrus después de un "Frankensteiner" de Scott.
- Steve McMichael (con Debra McMichael) derrotó a Reggie White (con Kent Johnston) (15:17)
  - McMichael cubrió a White después de golpearle con un maletín.
- Ric Flair, Roddy Piper y Kevin Greene derrotaron a The nWo (Kevin Nash, Scott Hall y Syxx) (17:20)
  - Greene cubrió a Syxx después de un "Running Powerslam".

### 1998
Slamboree 1998 tuvo lugar el 17 de mayo de 1998 desde el The Centrum en Worcester, Massachusetts.
- Fit Finlay derrotó a Chris Benoit reteniendo el WCW World Television Championship (14:52)
  - Finlay cubrió a Benoit después de un Tombstone Piledriver.
- Lex Luger derrotó a Brian Adams (5:05)
  - Luger forzó a Adams a rendirse con un "Torture Rack".
- "Ciclope" ganó una Battle Royal de pesos crucero (8:27) 
  - Cíclope eliminó finalmente a Juventud Guerrera, ganando un combate esa misma noche por el Campeonato Peso Crucero de la WCW.
  - Los otros participantes fueron: Evan Karagias, Damián 666, El Dandy, El Grio, Juventud Guerrera, Chavo Guerrero, Jr., Marty Jannetty, Billy Kidman, Lenny Lane, Psicosis, Super Caló, Johnny Swinger y Villano IV (8:27)
  - Tras el combate, Cíclope se desenmascaró, y resultó ser Dean Malenko.
- Dean Malenko derrotó a Chris Jericho ganando Campeonato Peso Crucero de la WCW (7:02)
  - Malenko forzó a Jericho a rendirse con un "Texas Cloverleaf".
- Diamond Dallas Page derrotó a Raven en un Bowery Death match (14:35)
  - Page ganó cuando Raven no pudo levantarse antes del conteo de 10.
- Eddie Guerrero (con Chavo Guerrero, Jr.) derrotó a Último Dragon (11:09)
  - Eddie cubrió a Dragon después de un "Frog Splash".
- Goldberg derrotó a Saturn  reteniendo el Campeonato de los Estados Unidos de la WCW (7:01)
  - Goldberg cubrió a Saturn después de un "Jackhammer".
- Eric Bischoff derrotó a Vince McMahon (0:10)
- Bret Hart derrotó a Randy Savage (con Roddy Piper como árbitro especial) (16:38)
  - Hart forzó a Savage a rendirse con un "Sharpshooter".
- Sting y The Giant derrotaron a The Outsiders (Kevin Nash y Scott Hall) ganando el Campeonato Mundial en Parejas de la WCW (14:46)
  - Giant cubrió a Nash después de que Hall golpease a Nash con uno de los campeonatos.

### 1999
Slamboree 1999 tuvo lugar el 9 de mayo de 1999 desde el TWA Dome en San Luis, Misuri.
- Dark match: Dale Torborg derrotó a Johnny Swinger
- Raven & Saturn derrotaron a Rey Misterio, Jr. & Billy Kidman y a Dean Malenko & Chris Benoit (con Arn Anderson) en un Triangle match ganando el Campeonato Mundial en Parejas de la WCW (17:28)
  - Raven cubrió a Kidman después de un "Evenflow DDT".
- Konnan derrotó a Stevie Ray (con Vincent y Horace Hogan) (6:10)
  - Konnan cubrió a Ray con un "Roll-up".
- Bam Bam Bigelow derrotó a Brian Knobbs en un Hardcore match (11:29)
  - Bigelow cubrió a Knobbs después de un "Suplex".
- Rick Steiner derrotó a Booker T ganando el Campeonato Mundial de la Televisión de la WCW (11:08)
  - Steiner cubrió a Booker después de un "Steiner Bulldog".
- Gorgeous George (con Madusa, Miss Madness y Randy Savage) derrotó a Charles Robinson (con Asya y Ric Flair) (10:39)
  - George cubrió a Robinson después de un "Flying Elbowdrop".
  - Como resultado, Savage fue recontratado por la WCW.
- Scott Steiner derrotó a Buff Bagwell reteniendo el Campeonato de los Estados Unidos de la WCW (7:11)
  - Steiner forzó a Bagwell a rendirse con un "Steiner Recliner".
- Roddy Piper derrotó a Ric Flair (con Arn Anderson y Asya) por descalificación (12:10)
  - Originalmente, Flair ganó por pinfall, pero Eric Bischoff descalificó a Flair por atacar a Piper con un objeto.
- Sting y Goldberg terminaron sin resultado (8:17)
  - El combate terminó sin resultado después de que Bret Hart atacase al árbitro.
  - Tras el combate, The Steiner Brothers atacaron a Sting y Goldberg.
- Kevin Nash derrotó a Diamond Dallas Page ganando el Campeonato Mundial Peso Pesado de la WCW (16:45)
  - Nash cubrió a Page después de un "Jacknife Powerbomb".
  - Originalmente, Page fue descalificado después de que Randy Savage golpease a Nash con el campeonato pero Eric Bischoff ordenó reiniciar la lucha.

### 2000
Slamboree 2000 tuvo lugar el 7 de mayo de 2000 desde el Kemper Arena en Kansas City, Misuri.
- Chris Candido (con Tammy) derrotó a The Artist (con Paisley) reteniendo el Campeonato Peso Crucero de la WCW (7:59)
  - Candido cubrió a The Artist después de un "Diving Headbutt".
- Terry Funk derrotó a Norman Smiley y Ralphus en un Handicap Hardcore match reteniendo el Campeonato Hardcore de la WCW (10:03)
  - Funk cubrió a Smiley con un "Small Package".
- Shawn Stasiak derrotó a Curt Hennig (7:54)
  - Stasiak cubrió a Hennig con un "Fisherman's Suplex".
- Scott Steiner (con Midajah y Shakira) derrotó a Captain Rection reteniendo el Campeonato de los Estados Unidos de la WCW (9:24)
  - Steiner forzó a Rection a rendirse con un "Steiner Recliner".
- Mike Awesome y Kanyon terminaron sin resultado (12:11)
  - El combate terminó sin resultado después de que Kevin Nash, Billy Kidman, Vampiro, Chris Candido, Shane Douglas, Ric Flair, y Sting interfieriesen en el combate.
- The Total Package derrotó a Buff Bagwell (9:30)
  - The Total Package forzó a Bagwell a rendirse con un "Torture Rack".
  - Tras el combate, Chuck Palumbo atacó a The Total Package.
- Shane Douglas derrotó a Ric Flair (8:46)
  - Douglas cubrió a Flair después de que David Flair golpease a Ric con un bate de béisbol.
- Sting derrotó a Vampiro (6:49)
  - Sting cubrió a Vampiro después de un "Scorpion Deathdrop".
- Hulk Hogan (con Horace Hogan) derrotó a Billy Kidman (con Torrie Wilson) (con Eric Bischoff como árbitro especial) (13:31)
  - Hulk cubrió a Kidman después de que este fallase un "Splash" sobre una mesa.
- Jeff Jarrett derrotó a David Arquette y Diamond Dallas Page en un Ready to Rumble Cage match ganando el Campeonato Mundial Peso Pesado de la WCW (15:30)
  - Jarrett ganó tras descolgar el campeonato.